# Baru (Mestong)
Baru is een bestuurslaag in het regentschap Muaro Jambi van de provincie Jambi, Indonesië. Baru telt 2008 inwoners (volkstelling 2010).